# Камподоро
Камподоро (італ. Campodoro, вен. Canpodoro) — муніципалітет в Італії, у регіоні Венето, провінція Падуя.
Камподоро розташоване на відстані близько 410 км на північ від Рима, 50 км на захід від Венеції, 14 км на північний захід від Падуї.
Населення — 2704 особи (2014).
Покровитель — Santa Margherita.

## Демографія
Населення за роками:

Станом на 1 січня 2023 року в муніципалітеті офіційно проживало 158 іноземців з 27 країн, серед них 93 громадяни країн Євросоюзу та 3 громадяни України.

## Клімат
| Dati meteo                    | Місяці | Місяці | Місяці | Місяці | Місяці | Місяці | Місяці | Місяці | Місяці | Місяці | Місяці | Місяці | Пора | Пора | Пора | Пора | Рік  |
| Dati meteo                    | Січ    | Лют    | Бер    | Кві    | Тра    | Чер    | Лип    | Сер    | Вер    | Жов    | Лис    | Гру    | Зим  | Вес  | Літ  | Осі  | Рік  |
| ----------------------------- | ------ | ------ | ------ | ------ | ------ | ------ | ------ | ------ | ------ | ------ | ------ | ------ | ---- | ---- | ---- | ---- | ---- |
| Темп. макс. (°C)              | 6      | 9      | 13     | 18     | 22     | 26     | 28     | 28     | 25     | 19     | 12     | 7      | 7.3  | 17.7 | 27.3 | 18.7 | 17.8 |
| Темп. мін. (°C)               | -1     | 1      | 4      | 7      | 12     | 15     | 18     | 17     | 14     | 9      | 4      | 0      | 0    | 7.7  | 16.7 | 9    | 8.3  |
| Опади (мм)                    | 70     | 57     | 67     | 68     | 79     | 88     | 64     | 80     | 58     | 66     | 87     | 62     | 189  | 214  | 232  | 211  | 846  |
| Вологість повітря (%)         | 80     | 73     | 69     | 70     | 69     | 70     | 68     | 69     | 71     | 74     | 77     | 81     | 78   | 69.3 | 69   | 74   | 72.6 |
| Абсолютна геліофанія (години) | 2      | 4      | 5      | 5      | 7      | 8      | 10     | 9      | 6      | 4      | 3      | 2      | 2.7  | 5.7  | 9    | 4.3  | 5.4  |

## Сусідні муніципалітети
- Камізано-Вічентіно
- Гризіньяно-ді-Цокко
- Местрино
- П'яццола-суль-Брента
- Віллафранка-Падована